# Villarreal
Villarreal ili Vila-real, u prijevodu Kraljevski grad, grad je u pokrajini Castellón u autonomnoj zajednici Valenciji na istočnoj španjolskoj obali Sredozemlja. Pridjevak "kraljevski" zadobio je jer ga je utemeljio sam kralj Jakov I. Aragonski 1274. godine pridavši mu naslov kraljevskog grada, time i pravo na izbor vlastitih predstavnika u Valencijski parlament i Kraljevsko savjetničko vijeće.
Smješten je sedam kilometara južno od pokrajinskog središta Castellóna, na mjestu pružanja nekad najduže rimske ceste u Hispaniji (Via Augusta). Povijesno je bio važan zbog blizine Sredozemlja i Valencije. S nešto više od 50 000 žitelja drugi je najveći grad u pokrajini.
Grad je poznat po istoimenom nogometnom prvoligašu, jednoj od najuspješnijih španjolskih nogometnih momčadi i sudioniku poluzavršnica Lige prvaka i Europske lige. 
Villarreal je rodno mjesto najvećeg španjolskog klasičnog gitarista Francisca Tárrege, oca klasične gitare i jednog od vodećih španjolskih romantičara. U gradu se nalazi njegov spomenik.
Villarreal je prepoznatljiv po dugoj i razvijenoj tradiciji keramičarstva, lončarstva i proizvodnji opeke. U prošlosti je bio poznat po uzgoju i trgovini narančama, dok danas većina prihoda dolazi iz proizvodnje keramičkih pločica.

## Vanjske poveznice
- Službene stranice grada na vila-real.es
- Natuknica Villarreal u mrežnom izdanju Encyclopaedie Britannice
- Vila-real na OpenStreetMap-u

|  | Zajednički poslužitelj ima još gradiva o temi Villarreal |